# Astripomoea longituba
Astripomoea longituba är en vindeväxtart som beskrevs av Bernard Verdcourt. Astripomoea longituba ingår i släktet Astripomoea och familjen vindeväxter. Inga underarter finns listade i Catalogue of Life.